# Riflesso condizionato
Il riflesso condizionato o riflesso pavloviano, dal nome dello scienziato russo Ivan Pavlov che elaborò il concetto agli inizi del Novecento nell'ambito degli studi sul comportamento, è la risposta che il soggetto dà alla presentazione di uno stimolo condizionante. È una reazione prodotta nell'animale in cattività da un elemento esterno, che l'animale si abitua ad associare ad un preciso stimolo (presentato subito dopo durante la fase di condizionamento; subito prima una volta effettuato il condizionamento). Il primo agente diventa perciò lo stimolo chiave, ciò che attiva il riflesso condizionato.

## Esperimento di Pavlov

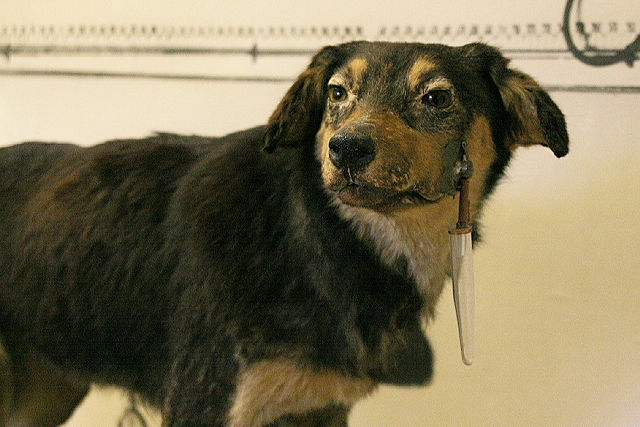
Uno dei cani di Ivan Pavlov con impianto di cannula per misurare la salivazione (Museo Pavlov, Rjazan', Russia, 2005)

L'esperimento classico di Pavlov si propone la dimostrazione del riflesso condizionato, cioè il fatto che uno stimolo naturale è in grado di provocare il verificarsi di una determinata reazione involontaria (risposta). Gli organismi (animali e umani) imparano ad associare uno stimolo con un altro. Centrali per il condizionamento classico sono i riflessi, ovvero risposte non apprese e non controllabili, come la salivazione, la contrazione pupillare, la chiusura degli occhi. Associando per un certo numero di volte la presentazione di carne ad un cane con un suono di campanello, alla fine il solo suono del campanello determinerà la salivazione nel cane. La salivazione è perciò indotta nel cane da un riflesso condizionato provocato artificialmente.
Pavlov approntò la fase di condizionamento: dava da mangiare al cane ogni qualvolta si presentava il suono del campanello. Dopo varie ripetizioni, lo stimolo del campanello si trasformava in stimolo condizionato capace di produrre da solo una risposta, questa volta condizionata, di salivazione. Pavlov si rese anche conto che, più breve era il tempo tra il suono e l'arrivo del cibo, più rapido era l'apprendimento del riflesso.
Lo stimolo incondizionato è qualsiasi stimolo che naturalmente evoca un comportamento riflesso, ad esempio la salivazione in seguito alla vista o all'odore del cibo; risposta incondizionata è il comportamento riflesso, come ad esempio la salivazione, evocato da uno stimolo incondizionato; stimolo neutro è uno stimolo che non ha alcun significato per l'organismo (campanello). Quando è associato a uno stimolo incondizionato, lo stimolo neutro può diventare uno stimolo condizionato.